# 埃迪特·索德格朗
埃迪特·伊雷妮·索德格朗（瑞典語：Edith Irene Södergran，1892年4月4日—1923年6月24日，姓氏又译为“瑟德格兰”），是芬兰瑞典语诗人。她是瑞典语文学史上最早的现代主义作家之一。她深受法国象征主义、德国表现主义及俄国未来主义的影响。24岁的时候她出版了首部诗集，31岁时死于青少年时感染的肺结核。她在世时没有获得读者和文学界的认可，后来人们发现了她的作品的文学价值，被认为是著名现代瑞典语诗人之一。她的作品依然影响着很多瑞典语诗歌及歌词。

## 生平

### 童年

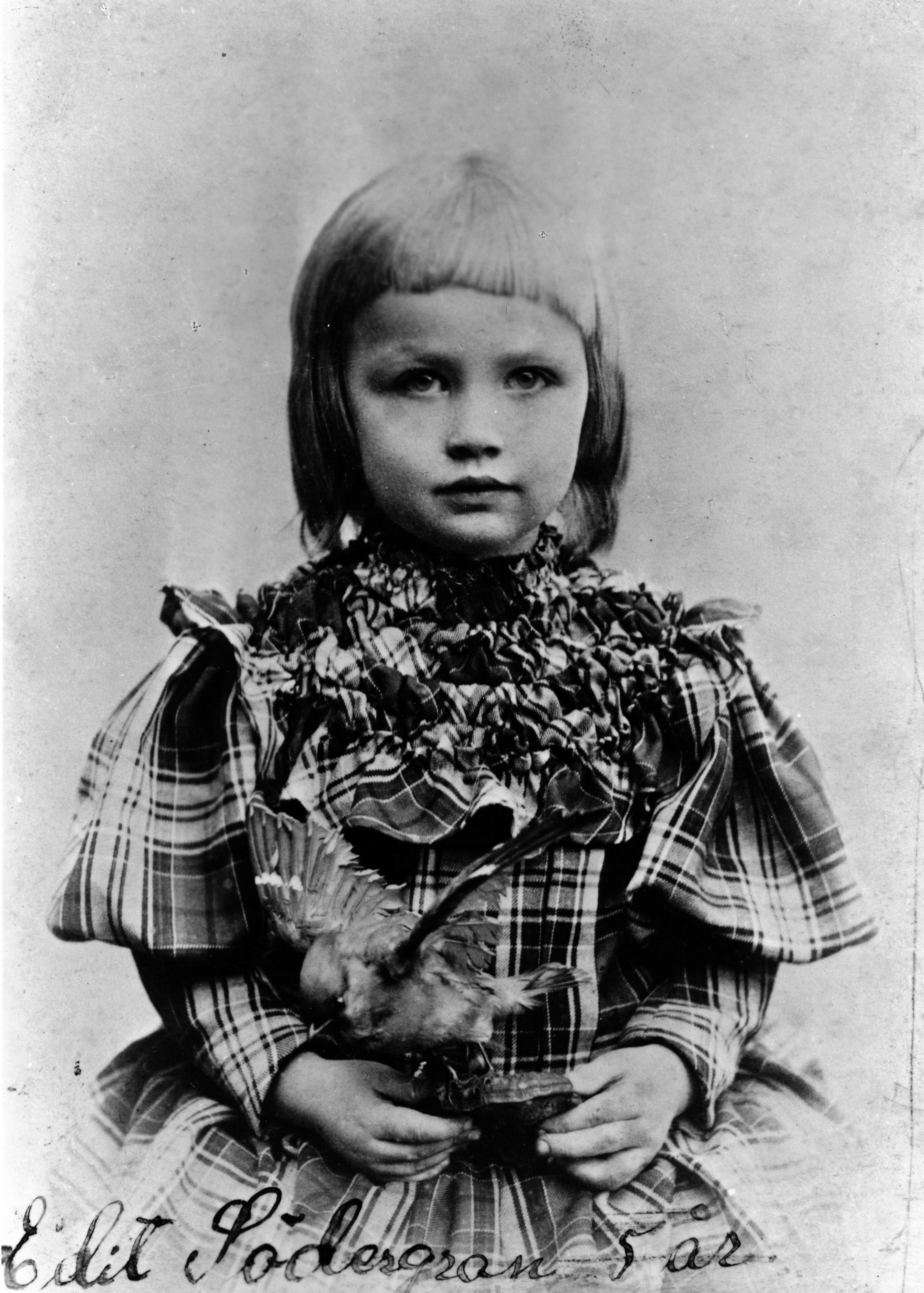
索德格朗五岁时的照片

1892年4月4日，埃迪特·伊雷妮·索德格朗生于俄国圣彼得堡的一个芬兰瑞典族中产家庭。她的父母分别名叫马茨·索德格朗（Mats Södergran）和海伦娜（Helena，娘家姓为霍尔姆罗斯/ ）。他们都生于芬兰，属于以瑞典语为母语的少数族裔。埃迪特是家中的独生女。她母亲之前曾与一名俄罗斯军人交往并怀了孕，后来生下了一个私生子，但这个男婴仅仅存活了两天就夭折了。她的父亲结过一次婚，但他的妻子和两个小孩都死去了。丧失亲人的悲伤把他们两人拉到一起，在当时看来因两人的过去他们是很难再找到结婚对象的。
埃迪特的母亲来自一个很尊重女性地位的富裕家庭。埃迪特跟她母亲关系密切。埃迪特15岁的时候她父亲就去世了，她与父亲的关系密切程度无从考证。
当埃迪特还是几个月大的时候，全家搬到了卡累利阿地峽上的赖沃拉。那里，她的外祖父加布里埃尔·霍尔姆罗斯（Gabriel Holmroos）给他们买了一幢房子。不久，她的父亲马茨找到了一份管理鋸木廠的工作。三年后，他的公司倒闭，因而家庭陷入困境。几个月后海伦娜的父亲去世，遗产划分给海伦娜和她母亲。海伦娜用她继承来的遗产付清了家里的债务，经济状况也获得了很大的改善。然而马茨还是经营不善，剩下的钱也被花光了。海伦娜想办法得到了归她母亲继承的遗产的一部分，从而全家又不欠债了。
埃迪特在圣彼得堡的圣彼得中学女生部上学。圣彼得中学历史悠久，为埃迪特提供了有趣和富有文化氛围的学习环境。该学校就在冬宫对面，这使得她能在近距离感受到沙皇俄国的各种动荡。1905年1月血腥星期日发生时她就应该还在市内，当时沙皇卫兵对着几千名抗议食品短缺的挨饿市民开枪。
1904年她父亲被诊断患了肺结核。1906年5月他被收治于芬兰新地区的努梅拉疗养院。后来因为无可医治而被送回家。马茨·索德格朗在1907年10月去世，一年后埃迪特自己也被诊断患了肺结核。
在这些复杂的情况下，埃迪特的母亲为全家的福祉担任重任，尤其是在马茨的健康日益恶化的时候。这被认为是影响了埃迪特早期对女性和女权主义的认识。不过她第一次真正接触对性别动态更有结构化的提问及“新女性”思想是在瑞士疗养期间。
埃迪特是一个摄影爱好者，为她的母亲拍摄了许多照片，但只为他父亲拍摄了很少的几张。她的母亲是一个聪慧的女人，很爱笑，可是虽然她看起来很坚强，但她实际上经常焦躁、惊恐和不安。她与女儿关系很好，而且很支持女儿成为诗人的梦想。埃迪特和母亲呆在一起的时间比和父亲一起的时间多得多。当女儿上学时，母女二人回搬到圣彼得堡市中心去，但父亲不怎么去那儿，只是偶尔住住。
埃迪特交识了一些朋友，但她母亲还是怕她会感到孤单。有些传记作家，例如贡纳尔·蒂德斯特伦（Gunnar Tideström），认为她的母亲专门为此收养了一个与她年纪相仿的女孩，名字叫辛加（Singa），而且她上学时住在索德格朗家，放假时住在亲生父母家。一次，辛加想尽快回到亲生父母家，抄近道走在铁轨边上，结果被火车撞死。后来，她的养母找到了她的残肢。然而其他一些传记作家则对辛加的事迹表示怀疑，认为没有真正的证据证明辛加的存在。

### 上学时期
圣彼得中学是一所德语中学，学校的德语名字为。埃迪特在1902至1909年在那里上学。这段学习时期充满忧虑和强烈的社会紧张，这非常可能影响了她的世界观。在她描述上学时期的诗集里就有一些政治性的主题。在那所学校里，有许多不同国籍的学生，包括德国、俄罗斯、芬兰及斯堪的纳维亚国家。她的学习关注于现代语言，她学习了德语、法语、英语和俄语，但她没有得到她自己的母语瑞典语的教育，她的瑞典语语法和拼法都有些勉强。德语是她在学校和在朋友之间说得最多的语言。她的最早的一些诗是用德语写成的。在1912至1913年间及第二次在1913至1914年间她在瑞士达沃斯治病，期间她的德语水平提高了不少。

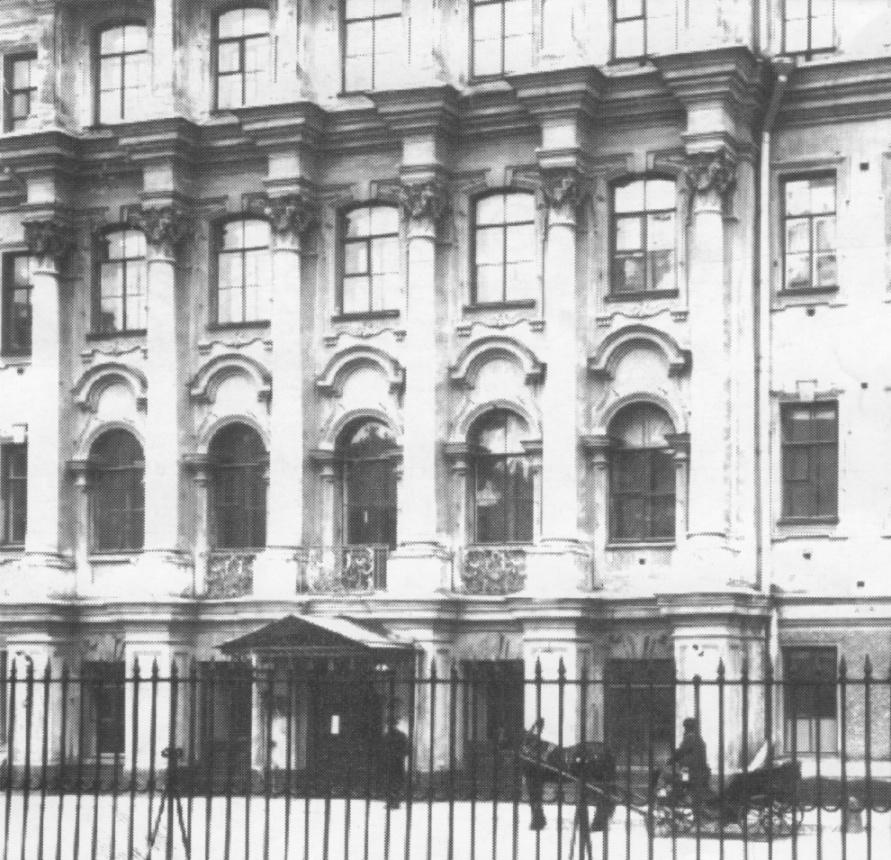
1910年时的圣彼得中学

埃迪特是个聪明的学生，能很快地掌握知识，只需花很少时间去复习。她的一个同学形容她是班上最具天赋的学生。后来她越来越对法语感兴趣，在一定程度上是由她的老师亨利·科捷（Henri Cottier）引起的。她在诗集中有一大部分的诗是献给他的爱情诗。
1908年，她似乎突然放弃用德语写诗，改用瑞典语作为她的主要写作语言。这并不是一个很显然的决定。她对瑞典语文学并无太多接触，而芬兰瑞典族的诗歌也处于一个低潮时期。这个决定背后的一个重要因素可能来自她的亲戚—芬兰瑞典族语言研究者胡戈·贝里罗特（Hugo Bergroth）。几年前她曾在自由党在赫尔辛基的党刊上发表了一首名叫《希望》（Hoppet）的诗，并开始接触到一些芬兰瑞典族作家。转向瑞典语的同时也是一个专注诗歌创作的决定。

### 肺结核
1908年11月的一天，埃迪特从学校回家，说她烦躁不安并感觉不舒服。海伦娜找来了医生，医生说她的肺部有炎症。根据她母亲说，她明白了是什么回事，因为她问了几次她是否有“肺灰”。埃迪特猜对了。在1909年新年那天，埃迪特被确诊患了肺结核。一个月之后她被送往努梅拉疗养院，也就是她父亲去世前住过的同一家医院，所以埃迪特待在那里不是十分舒服的。在那个时候完全能从肺结核恢复过来的机率不是特别好。约70-80%的病人在诊断之后的十年内病逝。
埃迪特在努梅拉住得不快乐。这个地方跟她父亲的去世相关太多。她体重下降，心情低沉，后来被别人形容为蓬头垢面以及“怪异”。她甚至被认为患有轻度精神病，因为她有一次竟向一个医生求婚。很显然她在努梅拉相处不融洽，觉得那个地方更像一个监狱。在那里的漫长日子里，埃迪特做着有关外国及具有异国情调地方的白日梦。她愿意跟别人分享这些梦想，于是她在别人眼里显得更加奇特。在之后的一年里她的病情变得更糟，于是她的家人准备把她送到国外去疗养。最明显的选择就是瑞士，因为瑞士是当时欧洲的肺结核的治疗中心。
1911年10月初，大约在她得病三年后，埃迪特和她母亲前往瑞士阿罗萨，但甚至在那里她相处得不是很好。三名不同的医生先后给了三分完全不同的治疗建议。几个月后，她被送到了达沃斯-多尔夫（Davos-Dorf）疗养院的路德维希·冯·穆拉尔特医生（Dr Ludwig von Muralt）处。埃迪特立刻对她的新医生产生了好感，并相处得好多了。冯·穆拉尔特医生建议做一个左侧气胸的手术。在手术中将肺刺穿，并注入氮氣。被刺穿的肺部将无法进行正常的功能，但是能够得到“缓解”。1912年5月后，她的肺部再也检测不到结核杆菌，尽管她还没有完全从病情中恢复，她也知道她必须注意饮食，而且每天都得休息好几个小时。
在瑞士所处的时间对埃迪特的国际视野影响很大。从芬兰的偏僻地方她来到了一个知识分子云集的地方，在疗养院里及之外她认识了来自整个欧洲的很多具有天赋的人士。跟这些人她觉得有相通之处，而这她在圣彼得堡是感觉不到的。她的医生冯·穆拉尔特显然是最初几个真正赢得她的信任和友谊的医生之一。当他在1917年去世时，埃迪特写了两首诗：《森林中的树木》（Trädet i skogen）和《情绪的碎片》（Fragment av en stämning）。这两首诗表达了她的悲伤和她待在瑞士时期的矛盾记忆。
最后，埃迪特感觉好多了，她也不再咳嗽，也比平常更自信。在1914年春季她终于回到家里，但是病情笼罩着她，她的诗歌也表达着对病情，以及后来对疲惫的抗争。

### 文学叛逆

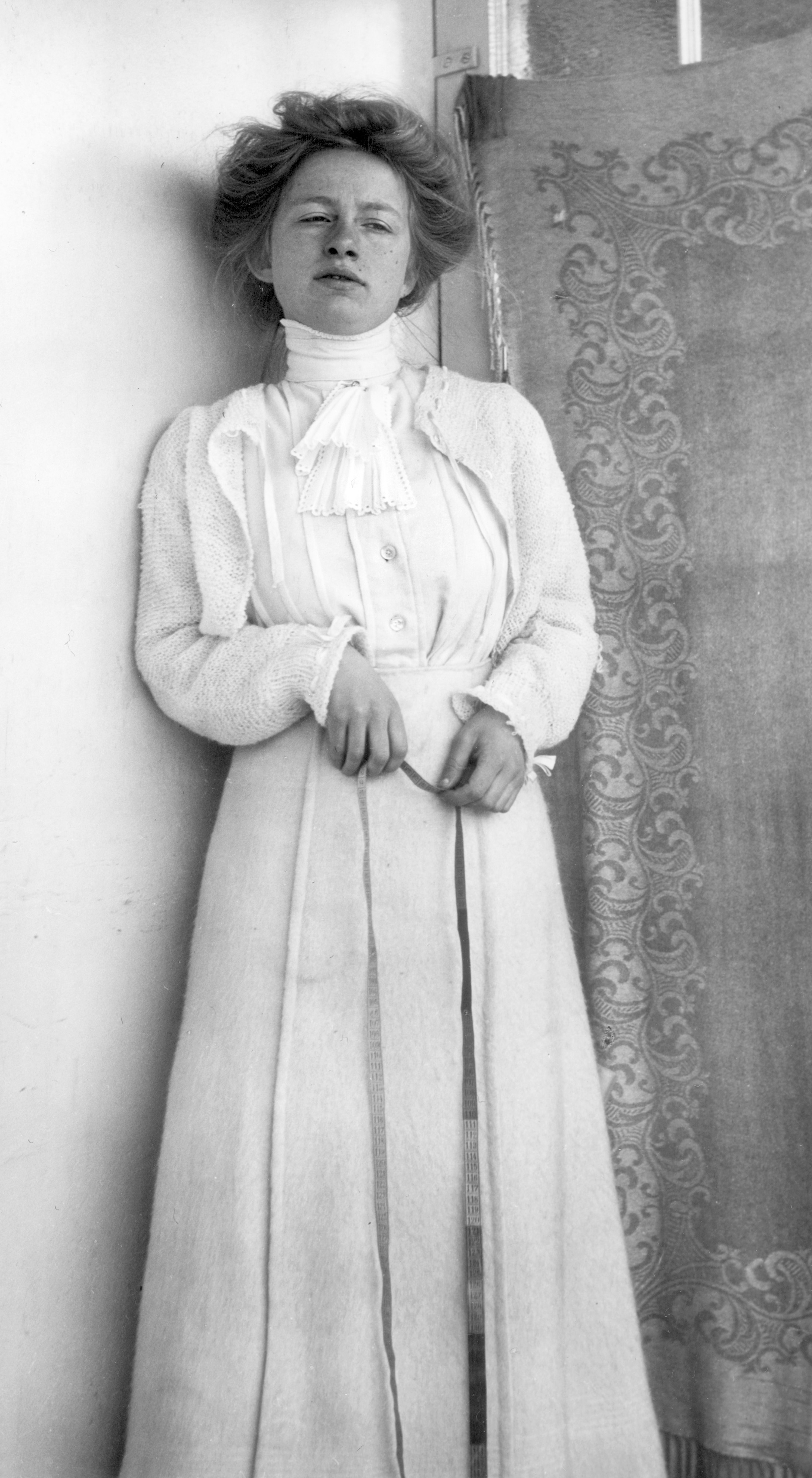
索德格朗的自拍照

她的第一本诗集出版于1916年秋。这本诗集的名字叫《诗》（Dikter）。该书没有得到很大的反响，仅有的几个评论也是表示稍微困惑不解，索德格朗已经开始采用联想式自由诗体以及只描叙选择性的细节而非整体景观。例如在《日子变凉》（Dagen svalnar...）和《现代处女》（Vierge moderne）等诗里表达的年轻、现代及女性的意识在瑞典语诗坛里是崭新的。
1917年十月革命后，埃迪特和她母亲的资产突然变得分文不值，因为他们投资在乌克兰的证券中。不久之后自1918年春季起，卡累利阿地峽成为战争地带。在彼得格勒（圣彼得堡自1914年起的名字）有的人未经审判就被枪决，索德格朗也得知她的几个同学已逃难离开。她阅读弗里德里希·尼采的著作，并从中得到勇气来对付周期性飘荡和恶化的生活。
《九月的竖琴》（Septemberlyran）诗集里的新诗论方向也未被读者和评论家所理解。为了阐明新书中自己的有关一些矛盾性视野的意图，她在1918年新年前夕写信给一家赫尔辛基报社的编辑并试图讨论她的诗歌。这反而引起了有关現代主義在瑞典语中的费解的诗歌的第一场辩论，相同的辩论后来针对比耶·舍贝里、彼得·魏斯和埃里克·林德格伦也进行过。这场在报纸上针对索德格朗的辩论非常尖锐，看起来参加辩论的人当中没有人能理解到这些诗歌是在怎样的条件下创作出来的：饥饿、肺结核、如果赖沃拉被赤卫队占领后被迫流亡或被杀害的威胁。但是她获得了一位朋友和终生盟友：年轻的评论家哈加尔·奥尔松（1893-1978）。
奥尔松是她在偏僻村庄里孤独而受到威胁的生活中的第一个突破口，奥尔松到村庄里拜访过几次。这两位女性直至索德格朗去世之前的几个星期一直保留着书信联系。其时奥尔松正在法国旅行，从未想到她将失去最好的朋友之一。奥尔松正在成长为芬兰最具影响力的现代主义评论家之一，有时她被认为是索德格朗去世后的发言人和诠释者，尤其是因为很少其他人跟索德格朗有过连续和紧密的长时间联系，并在索德格朗成为公认经典之后愿意公开讨论。这样一个角色对奥尔松来说并不是十分情愿的，但是她对索德格朗的讲述以及诗人给她的回信加上奥尔松填上的令人回味的注释（奥尔松写给索德格朗的书信在索德格朗去世后就丢失了），给后世对索德格朗的认识带来了不可估量的效果。
1919年6月，索德格朗出版了她第三本诗集《玫瑰祭坛》（Rosenaltaret）。诗歌《真棒》（Fantastique）歌颂了一个姐妹，这个人物在一些诗歌里似乎漂浮在现实和幻想之间，并且一些细节跟索德格朗和奥尔松书信里讨论的主题非常接近。诗歌《姐妹》（Systern）是默默献给奥尔松的，含有这样一行诗词“在城市的人群中她丢失了我”。传记作家贡纳尔·蒂德斯特伦（Gunnar Tideström）认为这跟索德格朗对于奥尔松短暂的访问并返回赫尔辛基而产生失望有关。奥尔松后来回忆到索德格朗的个性中有抒情、活泼、温暖，但有时也有可怕和强加的特征。她们两个有时候被认为是双性恋，但两个之间是否有同性恋情并无定论。
在下一部诗集《未来的阴影》（Framtidens skugga，原本书名为《肉体的谜团》/ ）中，索德格朗追求的愿景达到了顶峰。在诗中她谈到现在正在蹂躏地球的战争和灾难之后的一个崭新的世界。如之前所叙，赖沃拉在1918年是个战区，甚至后来索德格朗能够从厨房窗户听到枪声。当诗人担任起占卜者的角色的时候，诗里的遣词造句能够使人联想到沃尔特·惠特曼和吉姆·莫里森两者，例如在诗歌《爱神的秘密》（ ）中所表现的那样。
尽管她诗中有一些预知性的弦外之音，索德格朗在这个时期是个无神论者。她诗中的角色经常有闪耀光芒的女王和先知，但据她的邻居和朋友们的看法，索德格朗完全由能力区分她自己和这些角色。她写作风格的变化如同诞生了一个由“坚强灵魂”（如尼采的超人）所领导的崭新人道世界。一般来说，当她在诗中给于对自然和宗教灵性的积极信仰更多的空间时，虽然有某些期望把她压抑在沉闷的存在中，但她感到一种解放。同时也是对她尼采世的未来观的一种初期拒绝和撤退。
1920年夏天至1922年8月，她中断了诗歌的写作。在1922年秋天和冬天，受到了评论杂志《Ultra》的鼓舞下，她写下了她最后的一系列诗歌。这份杂志发行时期不长，由埃尔默·迪克图纽斯、哈加尔·奥尔松和其他一些年轻作家发起，是芬兰首部接受文学现代主义的出版物。该杂志称赞索德格朗为先锋天才，并发表了她的新近诗作。她不再期望自己是诗坛的领头角色，但她继续使用她的大胆的描述性语言。在她最后发表的诗作中有一些最受读者喜爱的。

### 去世

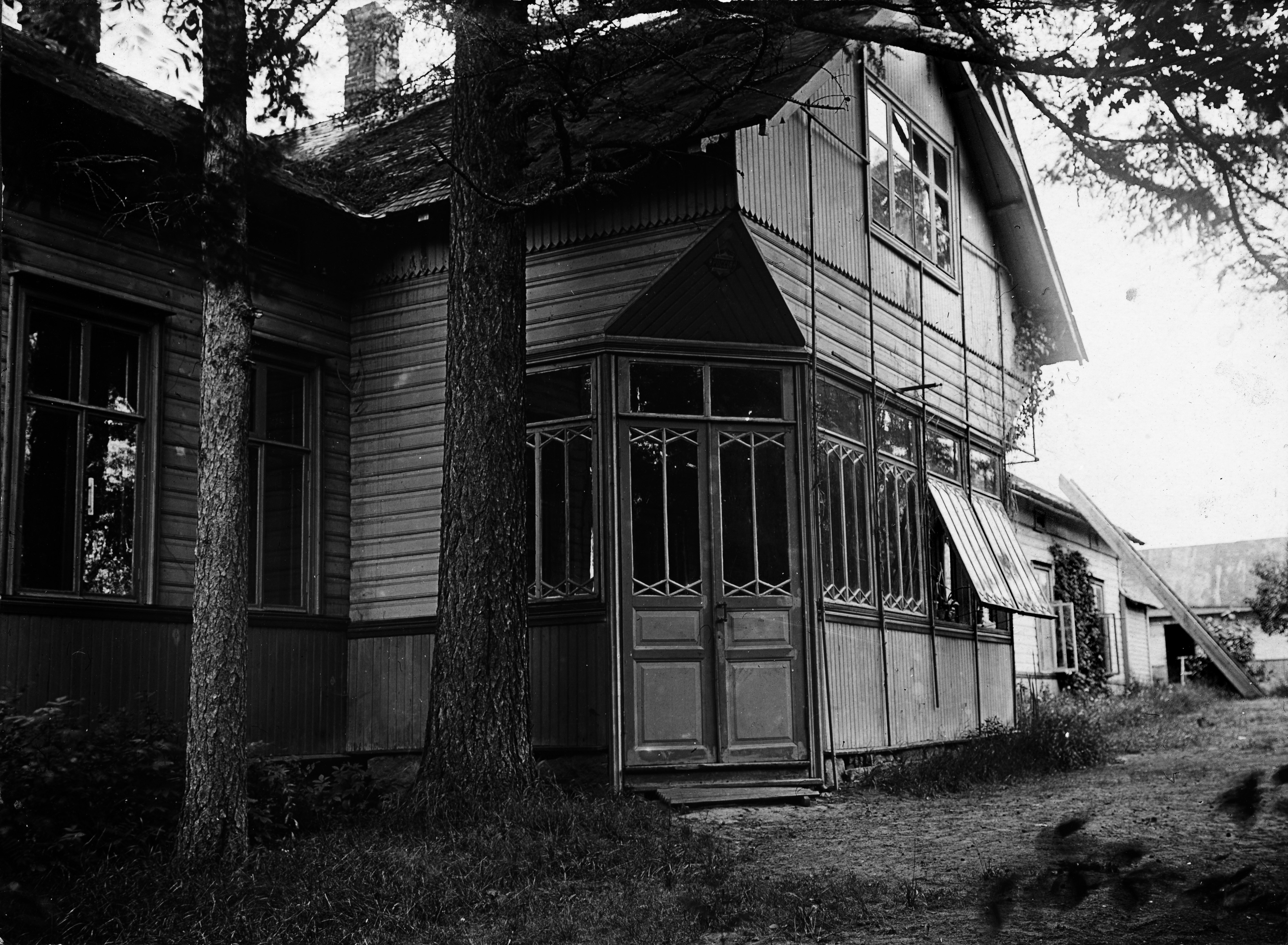
索德格朗童年时的住过的房子

1923年6月24日仲夏节那一天，索德格朗在赖沃拉家里去世，她安葬于村里教堂墓地里。她母亲继续住在那里直至1939年，并在因冬季战争引起的撤退中去世。1940年《莫斯科和平协定》之后，该村庄割让了苏联，现在属于俄罗斯（该地区自1950起开始城镇化，该村庄在索德格朗时期的景象早已不复存在）。索德格朗墓地的具体位置现在无人所知。但是在1960年在赖沃拉为她竖了一个纪念碑。战争结束后不久赖沃拉（Raivola）更名为罗希诺（Рощино）。她的故居只剩下了地基，位于东正教教堂的后面。苏联解体后，人们根据照片在原地重建了她的故居。

## 艺术地位

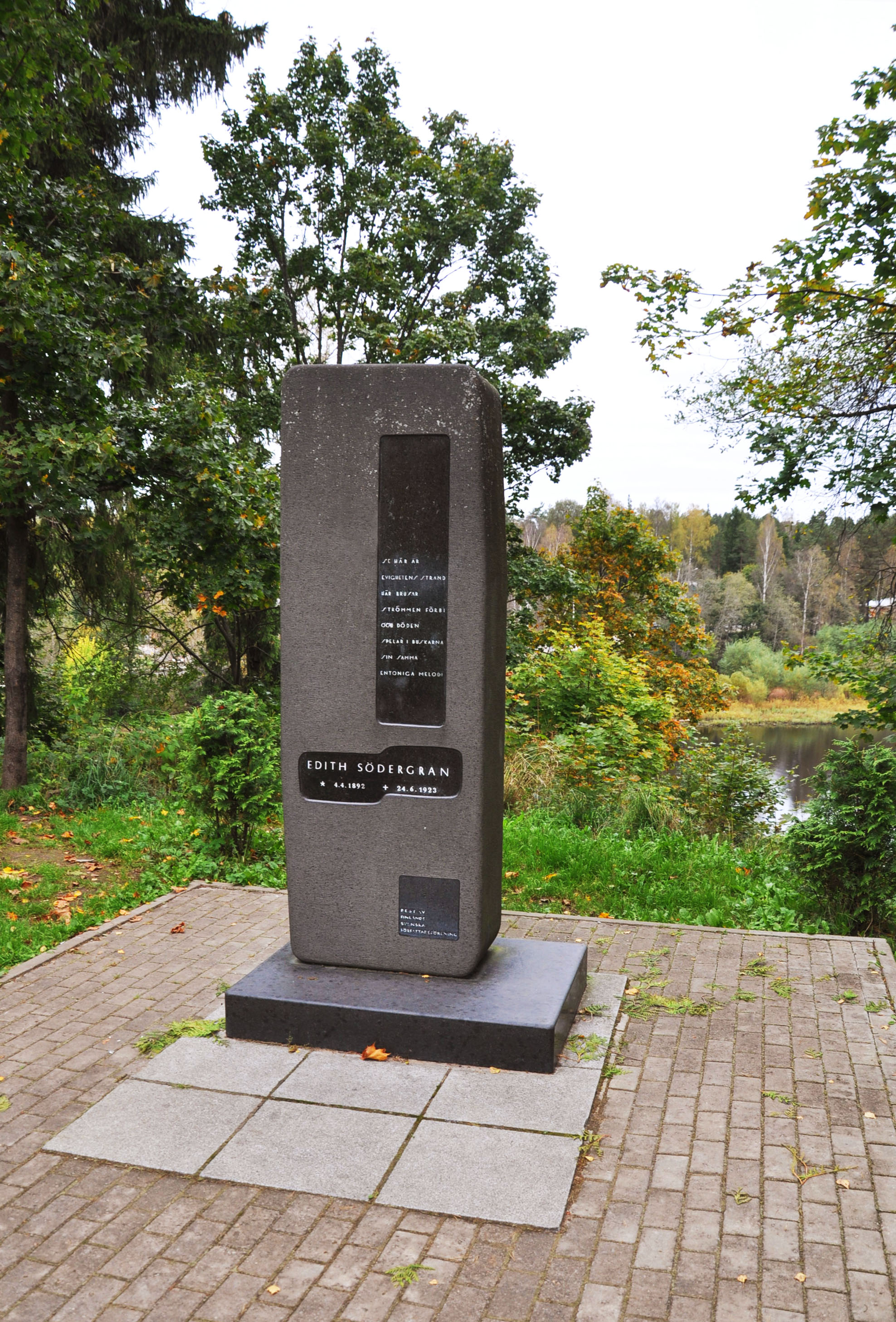
位于赖沃拉的埃迪特·索德格朗纪念墓碑

埃迪特·索德格朗是瑞典语诗歌现代主义的开拓者，并得到了一批追随者，例如埃尔默·迪克图纽斯（1896-1961）、贡纳尔·比约林（1887-1960）、拉伯·恩克尔（1903-1974）。在瑞典她也影响了一批诗人，例如贡纳尔·埃克勒夫和卡琳·博耶。现今她的诗歌已被翻译成俄语、西班牙语、中文和其他语言。她的中文译者主要是北岛。
多年之后她才得到认可。在她去世十四年后，作家亚尔·赫默说她的诗歌肯定有意义，但是不认为会被普通读者欣赏。
她曾经常被表现主义所吸引，但后来她拓宽了她的诗词表达方式。后来她还是被称为现代主义艺术家，尽管她被跟埃尔默·迪克图纽斯、拉伯·恩克尔及其他人并列在一起，但她的大部分诗歌还是跟现代主义不同的。
她的诗歌中最为人所知的是《黑或白》（Svart eller vitt）、《没有》（Ingenting）、《我童年的树木》（Min barndoms träd）、《不存在的国土》（Landet som icke är）。她的引用最多的诗歌是《日子变凉》（Dagen svalnar...），这首诗表达了诸如渴望、害怕、紧密和遥远等感受。
索德格朗的诗歌优越性和她的自我意识明显地在她读过尼采和接受超人这个概念后得到解放。在她中期的诗歌里经常出现一个发号施令的角色：先知、公主、圣人、或者一个简单的“我”，这些角色表达他们的意愿、愿景和感受。这种自信，特别是来自一个女性作家，对一些阅读她诗歌的人来说是一种障碍，但对另外一些人来说却是非常吸引人和令人信服的元素。但是索德格朗还是足够现实地意识到这些角色并不能和她自己的私我相混淆，在给哈加尔·奥尔松的信件中她间接地提到过几次这种区分。并且很多认识她的人都证实过她明白这一点，所以在她作品中的自我仅是一个她能够尝试和探索的角色，诸如在《玫瑰祭坛》（Rosenaltaret）、《风暴》（Stormen，有两首诗采用了这个相同的标题，都具有臆想的倾向）、《创世者》（Skaparegestalter）、《什么是我的家园》（Vad är mitt hemland）及很多其他诗歌中。《花园》（Den stora trädgården）是一首写于1920年关于艺术家的使命和新时代的优美诗歌，当中她公开宣称“我们穿着撕碎的衣服裸体地行走”，以及艺术家并没有外向的权力，也不应该致力去获取这些权力：
|  | 假如我拥有一座大花园 我会邀请我所有的兄弟姐妹。 他们每人都会带来一份贵重的礼物。 我们一无所有，因此我们能够成为一个民族。 我们将在花园四周修筑篱笆 隔绝来自世界的喧嚣。 从我们恬静的花园 将给世界带来崭新生活。 |

这首诗最初是在1920年4月寄给哈加尔·奥尔松的信里。在信中埃迪特诉说了感冒生病、赤贫、以及一次想把旧内衣卖掉换钱的羞耻试图。贡纳尔·蒂德斯特伦评论到：“她留下的文字中很少有这种诉说她日常自我的描叙”，并且“她承认生活是残酷的，如果情况在长时间是这样的话她将殒命——但这不是一封自我怜悯的信，而是一封闪烁光芒的信”。

## 作品
索德格朗生前出版了四部诗集。在1925年，诗集《不存在的国土》（Landet som icke är）作为她的遗作出版，里面包括一些未被入选她已出版诗集的诗歌。
- 《诗》（Dikter，1916年秋）
- 《九月的竖琴》（Septemberlyran，1917年）
- 《玫瑰祭坛》（Rosenaltaret，1919年6月）
- 《未来的阴影》（Framtidens skugga，1920年）
- 《不存在的国土》（Landet som icke är，1925年，或译为《虚无世界》[9]）

她在青少年时代写于圣彼得堡和赖沃拉的诗集（1907-1909）由奥洛夫·恩克尔（Olof Enckell）在1961年出版于芬兰。书名为《青少年时代的诗歌：1907-1909》（Ungdomsdikter 1907–1909）。这些诗歌之前被诸如贡纳尔·蒂德斯特伦、恩斯特·布伦纳及奥洛夫·恩克尔等研究家分析过。诗集手稿，如同索德格朗的其它原本手稿一样，收存在芬兰的一个档案馆中。
《芬兰年轻一代瑞典族的诗歌》（Junge Schwedischsprachige lyrik in Finnland）是一部索德格朗在1921至1922年间参与过编辑的诗歌选集。她借此希望该书能在德国出版并宣传年轻瑞典族诗人的诗歌。如同迪克图纽斯及其他前辈诗人一样，她承担了一部分的将自己的诗歌译成德文的任务。但最后德国出版商最终还是叫停了，这也不是完全不出乎意料，因为当时德国的恶性通货膨胀和经济的不稳定性达到了高峰。而诗集的手稿也从此丢失了。
《全集》（Samlade dikter）在1949年出版于赫尔辛基。该诗集包含了所有以书本形式发表的诗歌以及一些之前从未发表过的诗歌，其中一些在之后的五十年内从未再次印刷过。